# Волак
Во̀лак или понякога О̀лак (на гръцки: Βώλακας, Волакас, катаревуса: Βώλαξ, Волакс) е село в Република Гърция, дем Неврокоп.

## География
Селото е разположено на 830 m надморска височина на 36 km северно от град Драма и на 25 km югоизточно от демовия Зърнево (Като Неврокопи) в проход в планината Боздаг (Фалакро). На 10 километра от селото се намира Ски център Фалакро. Синорите на селото се простират до землищата на Бъбълец (Пирги) на юг, Руждене (Гранитис) и Зърнево на запад, Ливадища (Ливадаки) и Черешово (Пагонери) на северозапад, Горна Лакавица (Микроклисура) и Сидерово (Месовуни) на север.

## Етимология
Според Йордан Н. Иванов Волак е алегроформа от съчетанието во̀лска лъка. Съществува същото местно име Волак, край неврокопското село Лещен. Жителското име е о̀лажа̀нин, о̀лажа̀нка, о̀лажа̀не.

## История
Според местни предания първоначално селото е било разпръснато на махали из планината Боздаг, състоящи се от по 10 – 15 къщи, разположени край извори. Останки от тези махали според спомените на местни жители се намирали в местностите Кърмила̀та, За̀върша, Света Богородица, Ва̀раде. По-късно жителите на отделните махали се събират на мястото на сегашното село, след като стопанин, търсещ изгубения си вол, случайно намира там извор.

### В Османската империя
През XIX век Волак е голямо, чисто българско село, числящо се към Драмската кааза на Османската империя. В 1876 година в селото съществува гръцко училище.
В 1885 година в селото има 750 жители, а според сведения от 1886 година всички са екзархисти. Това се потвърждава и от български сведения, според които до 1880 година във Волак няма гъркомани. Елинизмът настъпва към Волак след 1890 година, когато в Драма става митрополит Хрисостом.
В 1891 година Георги Стрезов пише за селото:
| „ | Волак, на СИ от Плевня 5 часа. Път неравен и стръмен. Това село е отвъд Боздаг и би трябвало да принадлежи на Неврокопската кааза. Сградено е на високо равнище, заобиколено отвсякъде с планина. Тук планината е гориста и богата с всякакви дървета, които дават главното занятие на селянете. Повечето са въгляри, дърводелци; градиво разнасят по цялата околия, до Драма. Малкото нивя, що имат, са по ниските поли на планината. Преди две години сградили ново училище, което и досега си е без учител. В църквата „Св. Илия“ чете се смесено. Числото на къщите е 180, чисти българе. | “ |

В края на XIX век Васил Кънчов пише, че селото има 160 – 170 къщи българи. Според статистиката на Кънчов („Македония. Етнография и статистика“) към 1900 година населението на селото брои 1130 българи християни. Според гръцката статистика, през 1913 година във Волак (Βόλακκας, Волакас) живеят 894 души.
След Илинденското въстание в началото на 1904 година почти цялото село с изключение на няколко къщи минава под върховенството на Българската екзархия – във Волак и Кобалища остават общо около 25 патриаршистки къщи. По данни на секретаря на екзархията Димитър Мишев („La Macédoine et sa Population Chrétienne“) в 1905 година във Волак има 960 българи екзархисти и 320 българи патриаршисти гъркомани. В селото функционира начално българско училище с 1 учител и 67 ученици.
Около 1906 година, според доклада на генералния инспектор на гръцките училища в Македония Димитриос Сарос, в селото има 970 жители, от които 625 българи екзархисти, 331 гърци и 14 турци. Според гръцкия подконсул в Кавала Николаос Маврудис турците в селото са 108. Според него църковната борба между екзархисти и патриаршисти от 1896 година е взела доста жертви. Властите дават църквата за последователно ползване на двете партии, а сградата на училището е разделена наполовина. Селото е посетено от митрополит Хрисостом Драмски, който се опитва да върне екзархистите към Патриаршията.
В гръцкото училище във Волак след 1902 година преподават гъркоманите от Просечен Нако и Димитър Бояджиеви – организатор на гръцкия комитет в селото до 1905 г. След 1905 година преподават Димитриос Франдзис от Лесбос и жена му Евангелия Франдзи, отровена от българки.
По време на учебната 1910/11 година според гръцки данни във Волак има 92 православни къщи със 113 семейства и 556 души. Смесено четирикласно училище с детска градина, в което учат 25 ученици и 30 ученички и преподават 1 учител и 1 учителка. В селото има и 70 екзархийски семейства с 353 души.
При избухването на Балканската война в 1912 година единадесет души от Волак са доброволци в Македоно-одринското опълчение.
Български свещеници във Волак са последователно поп Георги между 1870 и 1904 година, когато е обезглавен от турци в къщата си, а син му остава инвалид след побой, поп Марин, който през 1913 година е разстрелян от гръцки войници, защото дарява пари за построяването на българската църква в селото, поп Иван Величков Янчев, който в 1913 година завършва училище за свещеници в Скопие, но през 1919 година се преселва в България, а през 1944 година е назначен за архиерейски наместник в Ивайловград. Последен български свещеник на селото е поп Димитър Божков, който до 1916 година служи във Волак на гръцки език, а след това до 1918 година на български и отново на български между 1941 и 1944 година.

### В Гърция
През Балканската война селото е освободено от части на българската армия, но след Междусъюзническата война от 1913 година остава в пределите на Гърция.
Според Никола Янчев до Първата световна война населението говорело гръцки само в общината и полицейския участък. Едва след 1936 година при режима на Йоанис Метаксас властите започват усилена елинизаторска политика. На децата е забранено да говорят вкъщи на български, дори ако по-възрастните членове на семейството не знаят гръцки език. На празници е забранено да се пеят български песни. Сутрин преди училище се наказвали учениците, които говорят на български. В събота и неделя децата били принуждавани да посещават патриотични лекции.
Към 1928 година във Волак има заселено 1 гръцко бежанско семейство на учител с 3 души – бежанци. В 1940 година селото има 2267 души, от които 1614 мъже, което означава, че са сметнати и войниците от полка, разположен в селото.
След 9 септември 1944 година, когато българската армия се оттегля в старите предели на България, Волак търпи редовни нападения от разбойническата андартска чета на Андон Чауш. На 20 февруари 1945 година селото е нападнато, убити са 7 души, 40 къщи са опожарени, а 350 души бягат в България.
По време на Гражданската война в Гърция в периода 1946 – 1949 година във Волак се водят боеве между националистите и армията на ЕЛАС и са изгорени над 150 къщи.
В началото на XXI век Волак наоброява около 400 къщи. Старата българска църква „Свети Илия“ (1841) е затворена и е построена нова през 1983 година. В района на селото се намират над десет параклиса, сред които „Свети Архангел“, „Свети Константин и Елена“, „Свети Георги“ и други. Основният поминък за селото е скотовъдството и работата в мраморните кариери в района.
Населението произвежда тютюн, жито, картофи, като се занимава и със скотовъдство.
| Име              | Име                | Ново име            | Ново име             | Описание                                         |
| ---------------- | ------------------ | ------------------- | -------------------- | ------------------------------------------------ |
| Бабица           | Μπάμπιστα          | Певкон              | Πευκών               | връх (1619 m) ЮИ над Волак                       |
| Драмски път      | Ντράμτσκιποτ       | Калидромон          | Καλλίδρομον          | пътят от Чеча през Волак за Драма                |
| Карталка         | Καρστίλκα          | Охирон              | ’Οχυρόν              | връх (2035 m) ЮИ от Волак                        |
| Бряза            | Μπράζα             | Каливия             | Καλύβια              | връх (1462 m) ЮИ от Волак                        |
| Бартишева        | Μπορτσίτσεβα       | Македономахос Армен | Μακεδονομάχος ῎Αρμεν | местност СИ от Волак                             |
| Бари             | Μπάρες             | Агиу Пневматос      | ῾Αγίου Πνεύματος     |                                                  |
| Боково пладнище  | Μπόκοβα Πλάνιστα   | Оксиес              | Οξυές                | място за лятно пладнуване на добитъка И от Волак |
| Дърмен           | Νταρμέν            | Милорема            | Μυλόρρεμα            | местност И от Волак                              |
| Дамуз            | Νταμούζ            | Хирорема            | Χοιρόρρεμα           | река                                             |
| Белен дере       | Μπελὲν Ντερὲ       | Врахорема           | Βραχόρρεμα           | река Ю от Волак, ляв приток на Калина            |
| Чирепец          | Τσίρεπετς          | Милорема            | Μυλόρρεμα            | река                                             |
| Кувадивач        | Κουβάντιβατς       | Армен               | Ἄρμεν                | връх (1570 m) СЗ от Волак                        |
| Равния           | Ράβνια             | Хорикос Пападопулу  | Χωρικὸς Παπαδοπούλου | връх СЗ от Волак                                 |
| Пагорска Варцина | Παγκόρσκα Βαρτσίνα | Кондра              | Κόντρα               |                                                  |
| Голяма падина    | Γκολιάμα Παντίνα   | Ятру Самара         | Ἰατροῦ Σαμαρᾶ        | равни ниви между хълмовете Ю от Волак            |

| Година    | 1913 | 1920 | 1928 | 1940 | 1951 | 1961 | 1971 | 1981 | 1991 | 2001 | 2011 | 2021 |
| --------- | ---- | ---- | ---- | ---- | ---- | ---- | ---- | ---- | ---- | ---- | ---- | ---- |
| Население | 894  | 806  | 913  | 2267 | 1049 | 1408 | 1049 | 1043 | 1090 | 1190 | 1028 | 783  |

## Личности
Родени във Волак
- Андон Янакиев, български революционер, деец на ВМОРО
- Армен Купчу (1885 – 1905), деец на гръцката въоръжена пропаганда в Македония
- Атанас Георгиев (? – ?), български учител. Син на свещеник.[25] Завършва Солунската българска мъжка гимназия с випуск II (1887).[26] Учител в Просечен, след това в Хасково. Баща на Димитрия Танева и Любка Измирлиева.[25]
- Георги Великов, македоно-одрински опълченец, живеещ в село Кацелово, Лазарет на МОО[27]
- Георги Карагеоргев Мавродов (Γεώργιος Καραγεώργου ή Μαυροδής), гръцки андартски деец, четник[28]
- Хаджи Георги Попиванов (1844 – 1905), български общественик, следвал в Атина, дългогодишен учител в село Просечен
- Георги Янакиев (1867/1871 – ?), македоно-одрински опълченец, четата на Дончо Златков, Първа рота на Тринадесета кукушка дружина[29]
- Димитър Иванов (1893 – ?), македоно-одрински опълченец, Нестроева рота на Десета прилепска дружина[30]
- Димитър Маринов Мунев (1875 – след 1943), български революционер
- Димитър Николов (1864 – ?), македоно-одрински опълченец, Нестроева рота на Тринадесета кукушка дружина[31]
- Константин Сингов (Κωνσταντίνος Σίγγος), гръцки андартски деец, четник[28]
- Консулата, четник на ВМОРО, загинал с Гоце Делчев в сражението при Баница на 4 май 1903 г.
- Кръстьо Джамбазов (1884 – ?), Четвърта рота на Тринадесета кукушка дружина[32]
- Кръстьо Стоянов (1867 – ?), македоно-одрински опълченец, четата на Дончо Златков[33]
- Марин Георгиев (1892 – ?), македоно-одрински опълченец, четата на Дончо Златков, Четвърта рота на Тринадесета кукушка дружина, носител на орден „За храброст“ IV степен[34]
- Петко Стоянов (1882/1883 – ?), македоно-одрински опълченец, четата на Дончо Златков, Първа рота на Тринадесета кукушка дружина[35]
- Стоян Костадинов (1882 – ?), македоно-одрински опълченец, Първарота на Тринадесета кукушка дружина, носител на орден „За храброст“[36]
- Стоян Николов Кичуков (1895 – ?), български комунист, емигрант в Петралик, Петричко, член на БКП от 1920 г., между 1925 и 1943 година живее в Асеновград, ятак през Втората световна война, в 1943 – 1944 г. лежи в Пловдивския затвор[37]
- Трифон Симидчиев (1906 – 1996), български духовник
- Христос Айдонис (p. 1963), гръцки политик
- Яне Георгиев (1888 – ?), македоно-одрински опълченец, четата на Дончо Златков[38]
- Яне Костадинов (1888 – ?), македоно-одрински опълченец, Трета рота на Тринадесета кукушка дружина[39]

Починали във Волак
- Георги Япов (около 1865 – 1905), български революционер, деец на ВМОРО